# Elaeognatha phanerostola
Elaeognatha phanerostola är en fjärilsart som beskrevs av George Francis Hampson 1918. Elaeognatha phanerostola ingår i släktet Elaeognatha och familjen trågspinnare. Inga underarter finns listade i Catalogue of Life.